# Пари Нижний Новгород (баскетбольный клуб)
«Пари Ни́жний Но́вгород» — российский баскетбольный клуб из Нижнего Новгорода. Выступает в Единой лиге ВТБ и Кубке России.

## Эмблемы команды
|  |  |  |

## История
Клуб был основан в 2000 году на базе баскетбольной команды Волжского инженерного педагогического института (ВИПИ). Команду, вышедшую в Высшую лигу, возглавил Александр Хайретдинов, взявший на себя функции генерального директора, главного тренера и врача. В сезоне 2001/2002 клуб получил название «Нижегородская баскетбольная академия» («НБА»).
По итогам сезона 2005/2006 нижегородская команда вышла в Суперлигу Б и стала называться «НБА-Нижний Новгород». Пробившись в Суперлигу Б, клуб отыграл там два сезона, заняв сначала 5-е, а затем 6 место. В сезоне 2008/2009 у нижегородской команды были все шансы войти в тройку призёров чемпионата России, однако большое количество травм в конце сезона помешало команде достичь своей цели. Результат сезона — 7 место в итоговой турнирной таблице.
В октябре 2008 года поменялся тренерский и управляющий состав клуба. Президентом стал министр инвестиционной политики Нижегородской области, олимпийский чемпион Дмитрий Сватковский. Пост генерального менеджера занял 12-кратный чемпион России по баскетболу, чемпион Евролиги, серебряный призёр чемпионата мира Сергей Панов, тренером стал сербский специалист Зоран Лукич. Генеральным директором клуба остался Александр Хайретдинов.
Накануне сезона 2009/2010 был практически полностью обновлён игровой состав. В команду пришли Николаес Сухоруков, Дмитрий Догадин, Евгений Чернявский, Александр Пустогвар. В состав вошли и молодые игроки: Александр Пушкин, Иван Шамов, Андрей Ворон. Были подписаны контракты с Дмитрием Головиным — серебряным призёром Универсиады-2009 и Дмитрием Кулагиным — экс-игроком молодёжного состава ЦСКА, признанным лучшим игроком на чемпионате Европы среди юношей. Из прошлогоднего состава вошли Александр Зайкин и Олег Баранов; бывший капитан нижегородцев Лев Зорин переведён на административную работу.
Клуб сменил название на БК «Нижний Новгород». По итогам сезона, завершившегося в мае 2010 года, нижегородцы добились наилучшего результата с момента создания клуба — заняли первое место среди команд Суперлиги Б и получили право представлять регион в элитном дивизионе российского баскетбола.
В сезоне 2010/2011 клуб представлял Нижегородскую область. «Нижний Новгород» стал одним из учредителей новой лиги.
Ещё одним достижением БК «Нижний Новгород» стала победа в квалификационном раунде третьего по значимости европейского турнира — Еврочеллендж 2010/2011. В результате победы над красноярским «Енисеем» клуб получил путёвку в групповой этап, где занял четвёртое место в группе с одной победой и пятью поражениями.
В розыгрыше Кубка России 2010/2011 «Нижний Новгород» впервые в своей истории принял участие в «Финале четырёх». Обыграв в полуфинале красноярский «Енисей», нижегородцы не справились в решающем поединке со «Спартаком» из Санкт-Петербурга и завоевали серебряные медали. Двое игроков клуба вошли в символическую пятерку турнира. Артем Яковенко признан лучшим центровым, а Дмитрий Кулагин вошёл в символическую пятерку как лучший разыгрывающий. Клуб занял итоговое пятое место чемпионата России, а главный тренер команды Зоран Лукич был признан «Тренером года» в ПБЛ.
В сезоне 2011/2012 «Нижнему Новгороду» не удалось выйти в плей-офф российского первенства, и клуб остался на девятом месте турнирной таблицы. В Кубке вызова нижегородцы приняли участие в стадии Last-16 турнира. В Единой лиге ВТБ БК «НН» в 1/8 финала проиграл «Летувос Ритас».
В сезоне 2012/2013 БК «Нижний Новгород» улучшил свои показатели в Единой лиге ВТБ. Команда заняла 5 место в своей подгруппе, что позволило ей вновь выйти в плей-офф турнира. Соперник — «Спартак» имел преимущество своей площадки, но «НН» выиграл в пяти матчах. В четвертьфинале клуб уступил «Жальгирису» 1-3.
В сезоне 2013/2014 «Нижний Новгород» дебютировал в рамках второго по значимости европейского клубного турнира — Еврокубка. Выиграв стартовый раунд в своей подгруппе, баскетболисты «НН» первенствовали и на втором этапе, сумев обойти «Црвену звезду» и испанский «Бильбао». В 1/8 «Нижний Новгород» проиграл первый матч турецкому «Бешикташу», с разницей −17, но во втором выиграл +24. В четвертьфинале нижегородцы были сильнее израильского «Хапоэля» (Иерусалим) в двух матчах. В полуфинале клуб уступил испанской «Валенсии». Дижон Томпсон был признан лучшим лёгким форвардом турнира, попав в первую символическую сборную.
В сезоне 2014/2015 БК «Нижний Новгород» дебютировал в главном европейском клубном турнире — Евролиге и сразу же вышел в ТОП-16 турнира, в Единой лиге ВТБ уступил ЦСКА М в 1/2 финала. В Чемпионате России команда заняла 4 место.
Сезон 2015/2016 прошел менее успешно: команда ухудшила показатели и вылетела в 1/4 финала Единой лиги ВТБ, заняла 7 место в Чемпионате России, но дошла до 1/4 финала Еврокубка.
В сезоне 2016/2017 в Единой лиге ВТБ заняла 9 место, осталась на 7 месте по результатам Чемпионата России и вошла в ТОП-16 в Еврокубке.

## Молодёжный проект
В 2015 году у баскетбольного клуба «Нижний Новгород» появился молодёжный проект — «Поколение-НН». Его целью является воспитание нижегородских баскетболистов, а также повышение квалификации детских тренеров города и области.
Под эгидой проекта проходит Первенство Нижегородской области «Поколение-НН» среди команд Нижнего Новгорода и региона. В сезоне 2016/2017 в соревнования были поделены два возрастных дивизиона игроков 2005 и 2006 годов рождения. Помимо Первенства, в его деятельность входит переподготовка тренерского штаба, тестирование современных технологий обучение перспективных игроков, а также семинары, тренинги, спортивные лагеря и многое другое.
В феврале 2017 года впервые прошёл «Матч юных звёзд» турнира, а в апреле 2017 года сборная «Поколения-НН» отправилась отстаивать честь региона на престижном международном турнире Globasket, который ежегодно проходит в Испании.
С 2019 года к организации проекта подключилась Федерация баскетбола Нижегородской области.
За время существования проекта количество участвующих команд выросло с 6 до 120. Теперь в Первенстве «Поколение-НН» играют 14 дивизионов, которые поделены на возрастные категории от 11 и младше до 18 лет. Это более 1000 игроков и в будущем количество юных баскетболистов будет только увеличиваться.

## Результаты выступлений
| Сезон     | Единая лига ВТБ         | Суперкубок Единой лиги ВТБ | Чемпионат России | Суперлига Б | Высшая Лига | Кубок России | Европейские турниры                                                           |
| --------- | ----------------------- | -------------------------- | ---------------- | ----------- | ----------- | ------------ | ----------------------------------------------------------------------------- |
| 2000/2001 | —                       | —                          | —                | —           | 16 место    | —            | —                                                                             |
| 2001/2002 | —                       | —                          | —                | —           | 4 место     | —            | —                                                                             |
| 2002/2003 | —                       | —                          | —                | —           | 3 место     | 1/64 финала  | —                                                                             |
| 2003/2004 | —                       | —                          | —                | —           | 9 место     | 1/32 финала  | —                                                                             |
| 2004/2005 | —                       | —                          | —                | —           | 6 место     | 1/64 финала  | —                                                                             |
| 2005/2006 | —                       | —                          | —                | —           | 3 место     | 1/64 финала  | —                                                                             |
| 2006/2007 | —                       | —                          | —                | 5 место     | —           | 1/8 финала   | —                                                                             |
| 2007/2008 | —                       | —                          | —                | 6 место     | —           | 1/8 финала   | —                                                                             |
| 2008/2009 | —                       | —                          | —                | 7 место     | —           | 1/16 финала  | —                                                                             |
| 2009/2010 | —                       | —                          | —                | Чемпион     | —           | 1/8 финала   | —                                                                             |
| 2010/2011 | —                       | —                          | 5 место          | —           | —           | Финалист     | Кубок вызова ФИБА: групповой этап                                             |
| 2011/2012 | 1/8 финала              | —                          | 9 место          | —           | —           | 1/4 финала   | Кубок вызова ФИБА: ТОП-16                                                     |
| 2012/2013 | 1/4 финала              | —                          | 8 место          | —           | —           | 1/4 финала   | —                                                                             |
| 2013/2014 | Финалист                | —                          | 2 место          | —           | —           | —            | Еврокубок: 1/2 финала                                                         |
| 2014/2015 | 1/2 финала              | —                          | 4 место          | —           | —           | —            | Евролига: TOP-16                                                              |
| 2015/2016 | 1/4 финала              | —                          | 7 место          | —           | —           | —            | Еврокубок: 1/4 финала                                                         |
| 2016/2017 | 9 место                 | —                          | 7 место          | —           | —           | —            | Еврокубок: ТОП-16                                                             |
| 2017/2018 | 1/4 финала              | —                          | 7 место          | —           | —           | Финалист     | Лига чемпионов ФИБА: 2-й квалификационный раунд Кубок Европы ФИБА: 1/4 финала |
| 2018/2019 | 1/4 финала              | —                          | 6 место          | —           | —           | Финалист     | Лига чемпионов ФИБА: 1/4 финала                                               |
| 2019/2020 | Сезон досрочно завершён | —                          | 8 место          | —           | —           | 1/4 финала   | Лига чемпионов ФИБА: 1/8 финала                                               |
| 2020/2021 | 1/4 финала              | —                          | 5 место          | —           | —           | —            | Лига чемпионов ФИБА: 1/4 финала                                               |
| 2021/2022 | 1/4 финала              | —                          | 8 место          | —           | —           | —            | Лига чемпионов ФИБА: Групповой этап                                           |
| 2022/2023 | 1/4 финала              | —                          | 5 место          | —           | —           | Обладатель   | —                                                                             |
| 2023/2024 | 12 место                | 4 место                    | 12 место         | —           | —           | Финалист     | —                                                                             |
| 2024/2025 | 1/4 финала              | —                          | 7 место          | —           | —           | Финалист     | —                                                                             |

## Достижения

### Национальные турниры
Единая лига ВТБ
- Серебряный призёр: 2013/2014

Чемпионат России
- Серебряный призёр: 2013/2014

Суперлига Б
- Чемпион: 2009/2010

Высшая лига
- Бронзовый призёр (2): 2002/2003, 2005/2006

Кубок России
- Обладатель: 2022/2023
- Серебряный призёр (5): 2010/2011, 2017/2018, 2018/2019, 2023/2024, 2024/2025

### Европейские турниры
Еврокубок
- 1/2 финала: 2013/2014

### Личные награды
| Евролига Приз имени Альфонсо Форда - 2014/2015 — Тэйлор Рочести Еврокубок Первая символическая пятёрка - 2013/2014 — Дижон Томпсон Вторая символическая пятёрка - 2015/2016 — Виктор Радд Лига чемпионов ФИБА MVP плей-офф - 2020/2021 — Кейси Шеперд Первая символическая пятёрка - 2020/2021 — Кейси Шеперд Лучший тренер - 2020/2021 — Зоран Лукич | Единая лига ВТБ Зал славы - 2022 — Александр Хайретдинов Лучший по игре в защите - 2022/2023 — Евгений Бабурин Перформанс сезона - 2017/2018 — Стеван Еловац - 2020/2021 — Антон Астапкович MVP месяца - январь 2012 — Михал Игнерски - ноябрь 2014 — Тэйлор Рочести - март 2016 — Виктор Радд - май 2018 — Стеван Еловац Лучший белорусский игрок сезона - 2014/2015 — Артём Параховский Лучший российский игрок сезона - 2013/2014 — Семён Антонов Лучший российский игрок месяца - январь 2015 — Семён Антонов - октябрь 2015 — Максим Григорьев - март 2016 — Дмитрий Хвостов Лучший молодой игрок месяца - октябрь 2015 — Иван Викторов Матч всех звёзд - 2017 — ДеАндре Кейн - 2018 — Пётр Губанов - 2018 — Иван Стребков - 2019 — Иван Стребков - 2019 — Кендрик Перри - 2020 — Антон Астапкович - 2021 — Антон Астапкович - 2021 — Евгений Бабурин - 2022 — Антон Астапкович - 2022 — Иван Стребков - 2022 — Сергей Торопов - 2023 — Евгений Бабурин - 2023 — Джермейн Лав - 2024 — Андрей Воронцевич - 2025 — Евгений Бабурин - 2025 — Закари Натолл | Суперкубок Единой лиги ВТБ Символическая пятёрка - 2023 — Андрей Воронцевич ПБЛ Лучший тренер сезона - 2010/2011 — Зоран Лукич Матч всех звёзд - 2011 — Иван Паунич Кубок России Символическая пятёрка - 2010/2011 — Дмитрий Кулагин - 2010/2011 — Артём Яковенко - 2017/2018 — Пётр Губанов - 2018/2019 — Иван Стребков - 2022/2023 — Джермейн Лав - 2022/2023 — Иван Стребков - 2023/2024 — Андрей Воронцевич - 2023/2024 — Кейси Шеперд | Тренер года в Латвии - 2014 — Айнарс Багатскис - 2015 — Айнарс Багатскис Баскетболист года в Эстонии - 2017 — Сийм-Сандер Вене Лучший баскетболист Беларуси - 2014 — Артём Параховский - 2022 — Максим Салаш |

## Главные тренеры
- 2000—2008 —  Александр Хайретдинов
- 2008—2014 —  Зоран Лукич
- 2014—2016 —  Айнарс Багатскис[29]
- 2016—2017 —  Артурс Шталбергс[30]
- 2017—2024 —  Зоран Лукич[31]
- 2024—н. в. —  Сергей Козин[32]

- Зоран Лукич
- Айнарс Багатскис
- Артурс Шталбергс
- Сергей Козин

## Капитаны команды
- 2000—2009 —  Лев Зорин
- 2009—2012 —  Олег Баранов
- 2012—2016 —  Семён Антонов
- 2016—2017 —  Максим Григорьев[33]
- 2017—2018 —  Пётр Губанов
- 2018 —  Максим Григорьев
- 2018—н. в. —  Евгений Бабурин

- Олег Баранов
- Семён Антонов
- Евгений Бабурин

## Игроки «Нижнего Новгорода» на международных турнирах
| Турнир                            | Участники                                                      |
| --------------------------------- | -------------------------------------------------------------- |
| Чемпионат Европы (до 18 лет) 2010 | Дмитрий Кулагин                                                |
| Чемпионат Европы 2011             | Семён Антонов · Бобан Марьянович · Иван Паунич                 |
| Универсиада 2011                  | Андрей Матеюнас Иван Нелюбов Иван Савельев                     |
| Чемпионат Европы (до 20 лет) 2011 | Денис Пастухов                                                 |
| Олимпийские игры 2012             | Семён Антонов                                                  |
| Чемпионат Европы 2013             | Семён Антонов Дмитрий Хвостов                                  |
| Универсиада 2013                  | Семён Антонов · Владимир Ивлев · Дмитрий Хвостов               |
| Чемпионат Европы (до 20 лет) 2013 | Денис Захаров                                                  |
| Чемпионат Европы (до 20 лет) 2015 | Иван Викторов Илья Попов                                       |
| Чемпионат Европы 2015             | Каспарс Берзиньш Семён Антонов Евгений Бабурин Дмитрий Хвостов |
| Чемпионат Европы (до 18 лет) 2019 | Александр Чадов                                                |
| Чемпионат мира 2019               | Евгений Бабурин                                                |

## Посещаемость в Единой лиге ВТБ
| Сезон     | Средняя посещаемость | Всего зрителей |
| --------- | -------------------- | -------------- |
| 2011/2012 | 2 417                | 21 750         |
| 2012/2013 | 2 121                | 25 450         |
| 2013/2014 | 2 286                | 32 000         |
| 2014/2015 | 1 747                | 31 450         |
| 2015/2016 | 1 148                | 18 366         |
| 2016/2017 | 760                  | 9 126          |
| 2017/2018 | 1779                 | 24 905         |
| 2018/2019 | 1822                 | 25 511         |
| 2019/2020 | 1827                 | 16 441         |
| 2020/2021 | 538                  | 6 991          |

## Экипировка и спонсоры
| Период     | Название организации |
| 2009—2012  | Adidas               |
| 2012—2013  | Sabonis 220          |
| 2013—2016  | Spalding             |
| 2016—2017  | Macron               |
| 2017—2021  | Nike                 |
| 2021—2022  | Adidas               |
| 2022—2023  | PEAK                 |
| 2023—н. в. | Plays                |

| Период     | Название организации |
| 2000—2011  | Без спонсора         |
| 2011       | SPAR                 |
| 2012—2014  | Ренова               |
| 2014—2017  | Сибур                |
| 2017—2020  | Т Плюс               |
| 2020—н. в. | PARI                 |

## Текущий состав
| \| Поз. \| № \| Гражд. \| Имя \| Дата рождения (возраст) \| Рост \| Вес \| Звание \| \| ---- \| -- \| ------ \| ------------------- \| ------------------------ \| ------ \| ------ \| ------ \| \| РЗ \| 1 \| \| Шейн Гатлинг \| 26 марта 1998 (27 лет) \| 187 см \| 82 кг \| \| \| ЛФ \| 2 \| \| Норберт Лукач \| 18 мая 2001 (24 года) \| 204 см \| 87 кг \| \| \| АЗ \| 3 \| \| Семён Буринский \| 19 марта 2005 (20 лет) \| 183 см \| 65 кг \| \| \| РЗ \| 5 \| \| Айзея Вашингтон \| 20 июля 1998 (27 лет) \| 185 см \| 88 кг \| \| \| РЗ \| 7 \| \| Александр Хоменко \| 25 января 1999 (26 лет) \| 192 см \| 91 кг \| \| \| Ф \| 8 \| \| Сергей Гришаев \| 21 ноября 2002 (22 года) \| 208 см \| 84 кг \| \| \| Ц \| 9 \| \| Илья Карпенков \| 17 февраля 1997 (28 лет) \| 204 см \| 126 кг \| \| \| ЛФ \| 11 \| \| Илья Платонов \| 31 июля 1998 (27 лет) \| 201 см \| 96 кг \| \| \| ТФ \| 12 \| \| Хантер Дин \| 18 июня 2001 (24 года) \| 208 см \| 113 кг \| \| \| РЗ \| 13 \| \| Дмитрий Хвостов \| 21 августа 1989 (35 лет) \| 190 см \| 82 кг \| \| \| Ц \| 21 \| \| Кирилл Попов \| 21 мая 1998 (27 лет) \| 204 см \| 103 кг \| \| \| Ц \| 23 \| \| Артём Коваленко \| 2 мая 2005 (20 лет) \| 206 см \| 107 кг \| \| \| АЗ \| 44 \| \| Евгений Бабурин (К) \| 4 июля 1987 (38 лет) \| 190 см \| 94 кг \| \| \| АЗ \| 50 \| \| Георгий Шилохвостов \| 4 февраля 2005 (20 лет) \| 190 см \| 74 кг \| \| \| РЗ \| 55 \| \| Сергей Зоткин \| 9 сентября 2003 (21 год) \| 190 см \| 80 кг \| \| | Главный тренер - Сергей Козин Ассистенты тренера - Роман Гореловский - Петар Златанович - Александр Полинкевич Легенда - (К) — Капитан команды Последнее изменение: 23 июля 2025 года |              |                     |                          |        |        |        |
| Поз. | № | Гражд.       | Имя                 | Дата рождения (возраст)  | Рост   | Вес    | Звание |
| РЗ | 1 | Флаг США     | Шейн Гатлинг        | 26 марта 1998 (27 лет)   | 187 см | 82 кг  |        |
| ЛФ | 2 | Флаг Венгрии | Норберт Лукач       | 18 мая 2001 (24 года)    | 204 см | 87 кг  |        |
| АЗ | 3 | Флаг России  | Семён Буринский     | 19 марта 2005 (20 лет)   | 183 см | 65 кг  |        |
| РЗ | 5 | Флаг США     | Айзея Вашингтон     | 20 июля 1998 (27 лет)    | 185 см | 88 кг  |        |
| РЗ | 7 | Флаг России  | Александр Хоменко   | 25 января 1999 (26 лет)  | 192 см | 91 кг  |        |
| Ф | 8 | Флаг России  | Сергей Гришаев      | 21 ноября 2002 (22 года) | 208 см | 84 кг  |        |
| Ц | 9 | Флаг России  | Илья Карпенков      | 17 февраля 1997 (28 лет) | 204 см | 126 кг |        |
| ЛФ | 11 | Флаг России  | Илья Платонов       | 31 июля 1998 (27 лет)    | 201 см | 96 кг  |        |
| ТФ | 12 | Флаг США     | Хантер Дин          | 18 июня 2001 (24 года)   | 208 см | 113 кг |        |
| РЗ | 13 | Флаг России  | Дмитрий Хвостов     | 21 августа 1989 (35 лет) | 190 см | 82 кг  |        |
| Ц | 21 | Флаг России  | Кирилл Попов        | 21 мая 1998 (27 лет)     | 204 см | 103 кг |        |
| Ц | 23 | Флаг России  | Артём Коваленко     | 2 мая 2005 (20 лет)      | 206 см | 107 кг |        |
| АЗ | 44 | Флаг России  | Евгений Бабурин (К) | 4 июля 1987 (38 лет)     | 190 см | 94 кг  |        |
| АЗ | 50 | Флаг России  | Георгий Шилохвостов | 4 февраля 2005 (20 лет)  | 190 см | 74 кг  |        |
| РЗ | 55 | Флаг России  | Сергей Зоткин       | 9 сентября 2003 (21 год) | 190 см | 80 кг  |        |

## Закреплённые номера
- №13  Александр Хайретдинов